# Loire 130
Loire 130 byl třímístný francouzský jednomotorový hornoplošný létající člun.

## Vznik
Letoun Loire 130 vznikl na základě soutěže z roku 1933 na lehký bombardovací a průzkumný stroj určený pro katapulty válečných lodí francouzského námořnictva. Pro tříčlennou osádku byly určeny na její obranu dva pohyblivé kulomety Darne ráže 7,5 mm a útočit měla pomocí dvou pum typu G-2 po 75 kg proti lodním cílům, nebou dvou hlubinných náloží SM. Navíc specifikace požadovaly možnost umístit v trupu až čtyři cestující v případě spojení lodě s pevninou, nebo jiné vojenské dopravní účely. Ze soutěže, které se zúčastnilo šest prototypů, vyšel vítězně v roce 1936 typ Loire 130.

## Vývoj
Prototyp Loire 130 zalétaný 19. listopadu 1934 byl poháněn vidlicovým motorem Hispano-Suiza 12Xbrsl o 530 kW nesených na vzpěrách nad trupem, s chladičem na přídi své gondoly. Vrtule byla třílistá, tlačná. Při uskladnění letounu na palubách lodí bylo možné sklopit křídlo podél trupu. Malá směrová stabilita byla dodatečně vyřešena přidáním dvou svislých ocasních plošek na koncích VOP.
Ihned po vyhlášení výsledků soutěže následovala zakázka na prvních 45 sériových letounů s instalovanou pohonnou jednotkou HS 12Xirsl o identickém výkonu. Zakázka byla rozdělena na 40 kusů Loire 130M (Métropole) a zbytek ve verzi Loire 130C (Colonial). „Céčko“ mělo náročnější vybavení odpovídající službě v tropických oblastech a bylo o 20 km/h pomalejší.
V roce 1939 zkoušela továrna nahradit celokovovou konstrukci křídla potaženého plátnem dřevěnou z důvodu úspory strategického materiálu. Osmnáctý sériový letoun takové křídlo obdržel, avšak tím tato snaha skončila.
Potřeba těchto letadel byla vzdor pokračujícím zakázkám ze 30. let 20. století tak velká, že ještě v roce 1940 objednala vláda ve Vichy 30 strojů pro své námořnictvo.

## Nasazení
Loire 130 se postupně uplatnily na katapulty převážné většiny válečných lodí francouzského námořnictva, schopných tyto stroje nést a katapultovat. Katapulty byly umístěny na zadních dělových věžích, proto musel letoun při střelbě loď opustit a kroužit v okolí, aby netrpěl během otřesů po výstřelech. Jeho úkolem tak bylo rovněž řízení palby.
Na počátku války v roce 1939 byly Loire 130 na bitevních lodích Dunkerque, Strasbourg a Richelieu, na křižnících čtyř divizí, na cvičném křižníku Jeanne d'Arc a nosiči vodních letadel Commandant Teste. Dále tyto letouny sloužily u domácích pobřežních jednotek a ve většině afrických držav, Indočíně a na Západoindických ostrovech.
Po obsazení zbytku Francie Wehrmachtem v listopadu 1942 zbyly Loire 130 v jejích koloniích. V Africe zůstávaly stále v aktivní službě, ale počet letuschopných strojů se s ubývajícími zásobami náhradních dílů snižoval. V listopadu 1943 bylo v Dakaru ještě 15 exemplářů včetně prototypu, které spolupracovaly se spojeneckým námořním letectvem.
Již v roce 1940 ulétl jeden Loire 130 z Karouby na Maltu, v roce 1941 jeden z Martiniku do Britské Západní Indie a jeden z Tripolisu do Palestiny.
O typ projevila zájem i námořní záchranná služba Luftwaffe, která chtěla 20 ukořistěných Loire 130 s německými radiostanicemi a vybavením používat. Od jara do léta 1941 se tak jeden kus (BI+XA) testoval v Travemünde, avšak celý program byl odvolán.
Od roku 1945 se Loire 130 přestaly generálkovat, ale ještě na podzim 1947 létal jeden letoun v učilišti v Hourtinu. Rekord drží stroj eskadrily 85, který byl letuschopný v Saigonu na sklonku roku 1949.

## Specifikace
Údaje platí pro verzi Loire 130M[zdroj⁠?!]

### Technické údaje
- Rozpětí: 16,00 m
- Rozpětí se sklopeným křídlem: 4,50 m
- Délka: 11,30 m
- Výška: 3,85 m
- Nosná plocha: 40,10 m²
- Hmotnost prázdného letounu: 2050 kg
- Vzletová hmotnost pro katapult: 3270 kg
- Vzletová hmotnost pro volný vzlet: 3500 kg

### Výkony
- Maximální rychlost ve 2000 m: 220 km/h
- Cestovní rychlost: 195 km/h
- Výstup do 3000 m: 12 min
- Dostup: 6000 m
- Vytrvalost při 150 km/h: 7,5 h